# Convoys Wharf

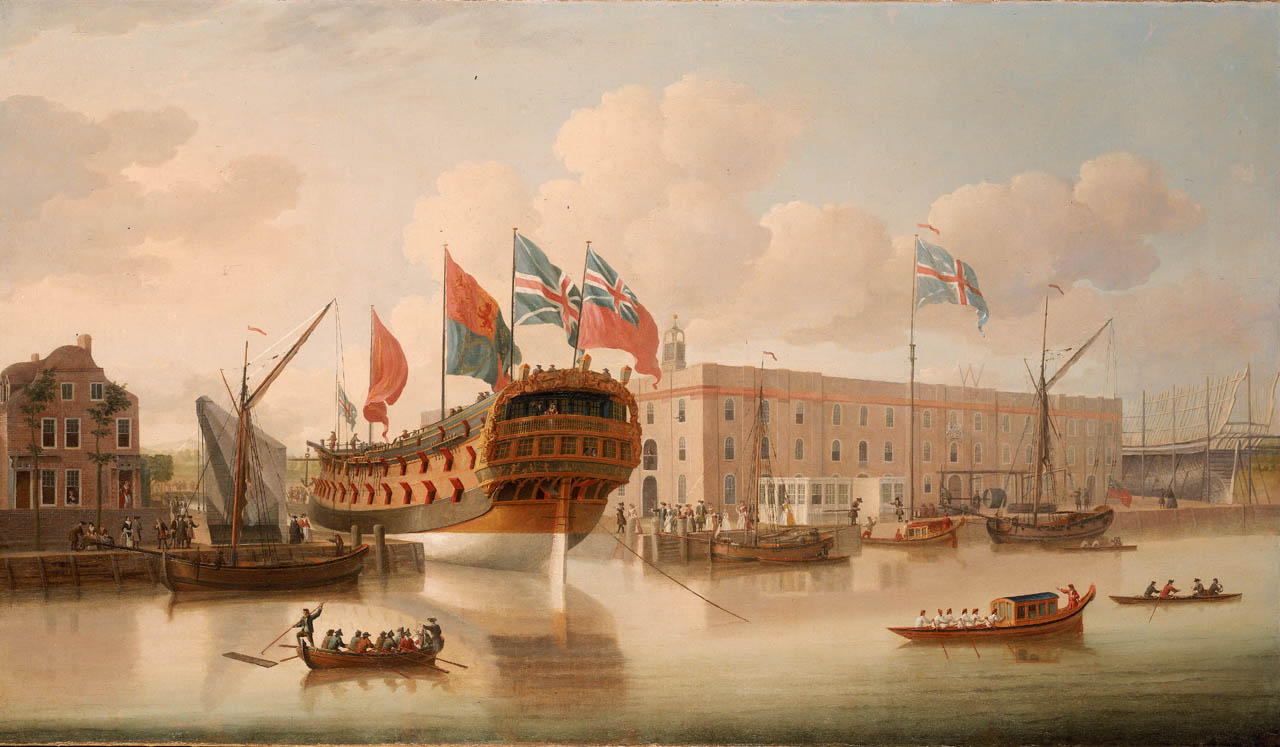
Le lancé au Deptford Dockyard en 1747. Huile sur toile de John Cleveley l'Ancien

Convoys Wharf, appelé précédemment King's Yard est le nom de l'actuel site de Deptford Dockyard, le premier des Royal Dockyards - chantiers navals royaux -, construit à Deptford (Londres) sur les berges de la Tamise. Il apparaît en 1513 sous le règne du roi d'Angleterre Henri VIII afin de fournir en vaisseaux la Royal Navy. Convoys Wharf couvre actuellement une grande part du site du manoir et des jardins de Sayes Court maison du mémorialiste John Evelyn. Le site appartenait jusqu'en 2008 au groupe News International, qui y imprimait le papier journal et autres produits similaires importés de Finlande depuis 2000. Il est aujourd'hui la propriété du groupe Hutchison Whampoa Limited et des projets architecturaux prévoient d'y construire des immeubles résidentiels, bien que le site possède le statut de « safeguarded wharf », octroyé par la Cité de Londres.

## Histoire

### Royal Dockyard- chantier naval royal auxXVIeetXVIIesiècles
le King's Yard est fondé en 1513 par Henri VIII comme premier chantier naval chargé de construire de navires pour le compte de la Royal Navy, il est à l'époque le principal chantier naval du royaume d'Angleterre,. La présence du chantier attire un grand nombre d'habitants et confère une certaine prospérité à Deptford.
Les chantiers navals sont également associés avec l'anoblissement de Sir Francis Drake par la reine Élisabeth Ire à bord du Golden Hind à la légende de Sir Walter Raleigh étendant sa cape aux pieds de la Reine, au troisième voyage du captain James Cook à bord du HMS Resolution, aux voyages d'exploration de Frobisher et de Vancouver, à l'envoi de la flotte contre l'Armada espagnole menaçant le royaume à la fin du XVIe siècle ainsi qu'aux batailles livrées par l'amiral Nelson, y compris la bataille de Trafalgar.
En 1698, le tsar Pierre le Grand âgé de 25 ans, se rend à Deptford pour y apprend les techniques de construction navale et de matelotage anglaise. Le roi Guillaume III, l'héberge dans le manoir Sayes Court de John Evelyn, situé à proximité du Royal Dockyard. En trois mois, le tsar et sa suite causent des dégâts considérable aux célèbres jardins,, ainsi qu'à l'édifice, avec « la plupart des meubles cassés, perdus ou détruits ». Sir Christopher Wren qui est chargé d'inspecté la propriété la déclare « entièrement dévastée,. » À l'embouchure de la Deptford Creek, sur la propriété de Fairview Housing, se trouve une statue, réalisée par Mihail Chemiakin offerte par la Russie pour commémorer la visite du tsar.

### XVIIIesiècleet fermeture du chantier naval
Au XVIIIe siècle, en raison de l'envasement de la Tamise (entre autres), l'utilisation de l'arsenal est limité à la construction navale et de la distribution aux magasins d'autres chantiers navals et des flottes à l'étranger. Il est fermé entre 1830 et 1844 et, en 1864 un comité parlementaire recommande que les chantiers navals de Deptford (et de Woolwich) soient fermés définitivement. Cette recommandation est entérinée et le chantier naval de Deptford dockyard est fermé en mai 1869, à une époque où les chantiers employaient encore quelque 800 ouvriers. Au total, environ 450 navires sortirent de ces chantiers, le dernier étant la corvette à hélice en bois HMS Druid lancé en 1869.